# Юрай Яношик
Юрай Яношик (на словашки: Juraj Jánošík; на унгарски: Jánosik György; на полски: Jerzy Janosik; 25 януари 1688, Терхова – 17 март 1713 г., Липтовски Микулаш) е легендарен словашки разбойник и революционер.

## Биография
Яношик е роден в богато селско семейство. През 1706 г. се присъединява към куруцката армия на Ференц Ракоци, разбунтувал се против австрийската власт.
След поражението ѝ край Тренчин служи в австрийската армия в гарнизона на Битчанския замък. Там се среща с разбойника Томаш Ухорчик и заедно с бандата му започва да краде коне и да ги продава в Полша. По-късно става водач на разбойници. Заловен е през 1712 г., но подкупва охраната и успява да избяга. Отново е заловен в Кленовац през 1713 г. На 16 март 1713 г. Яношик е обвинен в многобройни грабежи, както и за убийството на свещеника Юрай Вентик, което не признава дори и след изтезания. На 17 март 1713 г. е изпълнена смъртната му присъда чрез провесване за реброто.

## Национален герой
Според словашките легенди Юрай Яношик с бандата си живее в горите между Жилина и Липтовски Микулаш и атакува оттам преминаващите пътници. Според полските легенди той също така граби и в Полша. В Словакия Яношик носи аурата на Робин Худ. На него са посветени творби на класиците на словашката литература Ян Бото, Андрей Сладкович и Янко Крал, композитора Ян Цикер. Яношик е известен и в Чехия – чешкият класик Алоис Ирасек включва легендата за него в „Старинни чешки сказания“. Режисьорът Иржи Махен създава спектакъл за Яношик (главната роля играе чешкият поет Витеслав Незвал). Поляците го възприемат като своя татрански герой. Беларуският поет Максим Танк му посвещава свои стихове.
Иля Еренбург в обръщението си към „чехословаците“ през ноември 1941 г. по московското радио казва: "В този тежък ден искам да ви кажа прости думи на надежда: ще се срещнем в свободна Прага..., ще се срещнем в Братислава... Ще пеем песни за Яношик. Ще видим трицветния флаг над Храдчани.”
Произведения, посветени на Яношик:
- Първият пълнометражен словашки черно-бял филм „Яношик“ (1921)
- Чехословашки филми от 1935 и 1963 г.
- Едноименната опера от Ян Цикер (Братислава, 1954)
- Полски филм, 1974 г.
- Полски сериал, 1973 – 1974 г.
- Чехословашки анимационен сериал „Разбойникът Юрко“ (1976)
- Балада за деца от Маргарита Фигули (1980)
- Филмът „Яношик: Истинска история“ (2009), съвместна продукция на Словакия, Полша и Чехия